# ليونيداس دونسكيس
ليونيداس دونسكيس (بالإنجليزية: Leonidas Donskis) (و. 1962 – 2016 م) هو سياسي، وفيلسوف، وأستاذ جامعي، ومُنظر سياسي من الاتحاد السوفيتي . ولد في كلايبيدا. تولى منصب عضو البرلمان الأوروبي (2009–2014) .
توفي في فيلنيوس .بسبب نوبة قلبية .